# Ходьков, Афанасий Евменович
Афанасий Евменович Ходьков (1909—2003) — советский гидрогеолог и гидрохимик, доктор геолого-минералогических наук, директор ВНИИ Галургии и Калийного комбината Кайзерода (ГДР).

## Биография
Родился 18 февраля (3 марта) 1909 года в деревне Страковичи, Речицкий уезд, Минская губерния.
В 1932—1936 годах учился на геолого-почвенном факультете Ленинградского государственного университета. В 1933—1935 годах был в экспедициях АН СССР, руководимой В. Н. Сукачёвым, изучал геологию кайнозойских отложений Западной Сибири. 
В 1938 году работал прорабом в составе Саянского отряда алмазной экспедиции ВСЕГЕИ.
В 1939 году работал помощником ректора ЛГУ.
С 1940 года — директор ВНИИ галургии.
В 1941—1943 годах воевал на Ленинградском фронте. По запросу Министерства химической промышленности был демобилизован.
Продолжил работать в Институте Галургии.
в 1948 году защитил кандидатскую диссертацию на тему «Гидрогеология подсолевых вод Верхнекамских соляных месторождений», а через 10 лет — докторскую на тему «Формирование и геологическая роль подземных вод соляных месторождений».
В 1951 году был направлен в ГДР на должность генерального директора калийного комбината Кайзерода.
Профессор кафедры гидрогеологии ЛГУ.
В 1962—1974 годах руководил лабораторией гидрогеологии НИИ Земной коры при Геологическом факультете ЛГУ.
Занимался гидрогеологией соляных месторождений (Верхнекамского, Старобинского, Прикарпатского и других), формированием и геологической ролью подземных вод и рассолов.
Известен как автор космогонической теории происхождения Солнечной системы и Земли.
Скончался [где?] 2003 марта 13 марта 2003 года..

## Награды и премии
- 1943 — Медаль «За оборону Ленинграда»
- 1945 — Медаль «За победу над Германией в Великой Отечественной войне 1941—1945 гг.»
- 19?? — Орден «Знак Почёта»

## Память
В 1972 году белорусская студия «Летапіс» сняла документальный фильм о семье Ходьковых «Ученые одной семьи».